# جت‌های ایران
جت‌های ایران گروهی از مردم جت هستند که در ایران زندگی می‌کنند. این مردم عمدتاً در دو استان سیستان و بلوچستان و هرمزگان سکونت دارند.

## جت‌ها در سیستان و بلوچستان
پیشینۀ سکونت جت‌ها در مکران بلوچستان به پیش از اسلام می‌رسد. گفته می‌شود که جت‌ها قبل از اسلام در بنادر خلیج فارس و در طرف هند می‌زیسته‌اند. جت‌ها از آن مناطق به سمت غرب حرکت کرده‌اند و بخش‌هایی از آن‌ها نیز به غرب آسیا و اروپا رفته‌اند. حاجعلی رزم‌آرا در جغرافیای نظامی ایران نوشته که جت‌ها تا قرن ۴ هجری قوم اصلی در سرزمین کنونی بلوچستان بوده‌اند و مردم بلوچ از آن سده بوده که به بلوچستان آمده‌اند. کمال‌الدین غراب جت‌ها را از نسل مردم لوری دانسته که به گفتۀ فردوسی به درخواست بهرام گور پادشاه ساسانی برای خنیاگری و نوازندگی عود به دربار ساسانی فرستاده شده‌اند. وی ادعا کرده که به آن‌ها سیابجه نیز گفته شده و این سه درواقع یک قوم و همان جت‌های امروزی بلوچستان هستند.

## جت‌ها در هرمزگان
جت‌های استان هرمزگان عمدتاً در محله‌های خواجه عطا، دامایی و شغو (شهرک توحید) شهر بندرعباس زندگی می‌کنند و ساکنان این محله‌ها هستند. این قوم در سالیان دور توسط بلوچ‌ها تارانده شدند و مجبور به مهاجرت به نواحی دیگر شدند که از ان نواحی چون مناطق غرب بلوچستان می باشد. جت‌ها در روستاهای چه چکور، آبشورک، کهورستان و شرق بندرعباس هم زندگی می‌کنند. آنان بیشتر شیعه مذهب هستند.